# Mas de Baix (Cabrils)
|  | No s'ha de confondre amb Mas de Baix. |

Mas de Baix és una masia de Cabrils (Maresme).

## Descripció
Mas de planta rectangular amb la coberta de teules a dues vessants amb el carener paral·lel a la façana. Consta de planta baixa i dos pisos.
En origen tenia tres cossos perpendiculars al carener, el central i el dret amb volta catalana, a l'esquerra hi ha la cuina que manté l'estructura. En aquest cos també hi ha un hipogeu d'uns 10 metres de llargada que acaba en una habitació de planta de creu llatina amb bancals als dos braços i al capçal. Posteriorment se li va afegir un cos a l'esquerra de planta baixa i pis. A la façana principal trobem dues portes, la principal amb muntants de carreus granítics i la del cos annex, i quatre finestres reixades a la planta baixa. En el primer pis hi ha tres balconades als cossos originaris i tres finestres amb arcades en el cos annex. Tres finestres més petites en el segon pis. També hi ha pintat un rellotge de sol (1648).
Edifici annex amb el celler que conserva tres cups. A fora hi ha una premsa de vi de la casa i la bassa s'ha reconvertit amb una piscina.

## Història
L'actual propietari la va comprar l'any 1944 a Joaquim Prats i Anna Margenat. La família Amat en fou propietària, si més no, des de principis de segle XIX fins al 1930, quan Llorenç Amat mor sense testament i es troben 240 hereus. L'any 1940 passa a mans d'un tal Borràs.